# Fort Dansborg
Fort Dansborg is een voormalig Deens fort in India, gelegen aan de oevers van de Golf van Bengalen in Tranquebar (Tharangambadi) in het district Mayiladuthurai (deelstaat Tamil Nadu). Fort Dansborg werd gebouwd op het land dat in 1620 door Thanjavur-koning Ragunatha Nayak werd afgestaan in een overeenkomst met de Deense admiraal Ove Gjedde en diende als basis voor Deense nederzettingen in de regio in het begin van de 17e eeuw. De handelsnederzetting Trankebar werd in de 17e eeuw gesticht door de Deense Oost-Indische Compagnie. 
Het fort is na Kronborg het op één na grootste Deense fort. Het fort werd in 1845 aan de Britten verkocht en verloor, samen met Tranquebar, zijn betekenis omdat de stad geen actieve handelspost voor de Britten was. Na de onafhankelijkheid van India in 1947 werd het fort door de deelstaatregering gebruikt als inspectiebungalow tot 1978, toen de archeologische afdeling het fort overnam. Het fort wordt nu gebruikt als museum waar de belangrijkste artefacten van het fort en het Deense koloniale rijk in India worden tentoongesteld.
Het fort is in de moderne tijd twee keer gerenoveerd: in 2001 door de Tranquebar Association met hulp van de Deense koninklijke familie en de archeologische dienst van de staat, en in 2011 door de toeristische dienst van de staat.